# Ралівка
Ра́лівка (pol. Radłowice, Райлувка, Райлівувка) — село в Україні, в Самбірському районі Львівської області, засноване в 1375 році. Адміністративний центр Ралівської сільської громади. До 1946 року носило назву Радловичі. Населення становить 4603осіб (2025). Орган місцевого самоврядування — Ралівська сільська рада.

## Назва
Перша поширена версія назви села походить від імені княжого посадника Раділовича, який заснував поселення в 1375 році.
Друга, з поширених версій назви села Радловичі, походить від слова „радитися”. Легенда говорить, що на тодішній території села збиралися люди радитися на віче. От від слова „радитися” і походить назва села.
Третя версія розповідає про те, що жителі села орали землю дерев’яними плугами – радлами. Тому навколишні села називали своїх сусідів «радловичами» від назви плуга (радел).
Про Радловичі згадує й Іван Франко 1893 року у своїй драмі  „Украдене щастя”: „Певно, поїхав на Купіння з передільничанами. А наші всі на Радловичі гостинцем їхали”.

## Графічне розташування
Ралівка лежить на південному сході Західної України за 2 км від міста Самбора, на правому березі Дністра. Русло Дністра на частині території широке, береги низькі, через це частина села наражається на періодичні повені. Через село протікає декілька потоків, які впадають у Дністер.
Село простягається на південний схід, потім повертає на північний схід. Частина Ралівки розташована на узвишші, за яким видно Карпати, а решта осель села простяглися в долині вздовж русла Дністра. Внаслідок історичних подій, Ралівка має свої райони. Село ділиться на Нафту (назва походить від помешкання нафтовиків), Цегольня (де був розміщений завод, на якому випалювали цеглу), Горіня (давніше Александрівщизна від колишніх власників), Задвір (назва походить від поселення селян, які жили за двором пана Баранського), ще називали цю частину Середні Радловичі, Долина (давніше Надоль, Надів) та Вербина. Напроти Вербини на лівому березі Дністра скупчилося декілька хат – це хутір Хатки (за Польщі Халупки). Також поселення на узвишші, біля якого проходить дорога на Дрогобич, називають „Під Бальовою горою”, тому що там була хата селянина на прізвище Баль. На південному кордоні села територія поросла Радлівським лісом (353 м над рів. м.).
Село знаходиться на перехресті доріг, які з’єднують Самбір з Дрогобичем та Бориславом. Через село проходить залізнична колія, що сполучає міста Самбір та Стрий. Наявність цих шляхів дає селу вигідне розташування для культурного та туристичного розвитку.
Площа села становить 10,55 км².  Середня висота 288 м над рівнем моря. Через село проходять магістралі ЛЕП та газопроводи.
До середини 1980-х років в Ралівці в районі Задвір, ближче до річки, була так звана гора Стрільниця (назва якої походить від стрілецьких навчань військових), але потім її розрівняли.

## Клімат
Середньорічна температура повітря в Ралівці становить +80...+100С.
Зима тут м’яка, з відлигами, деколи без снігового покриву.
Весна тривала, деколи затяжна, прохолодна, досить волога та вітряна.
Літо тепле та малодощове.
Осінь суха, тепла та сонячна.
Середня температура найхолоднішого місяця (січень) -40С, середня температура найтеплішого місяця (липень) +280С.
Зима 2013-2014 рр. аномально тепла. Середня температура грудня становила +10С, максимальний мінімум  -70С, а максимум  +90С. Зима в грудні 2013 була без снігового покриву.
Стихійні лиха
У залежності від опадів та відлиги, Ралівка зазнає повеней з річки Дністер. Повені виникають під час незначних опадів у горах Карпатах. Невеликі потоки, що несуть водяну масу в річку Дністер, спричиняють підняття рівня водяного дзеркала, що призводить до повені навіть, коли в селі відсутні опади. Повені охоплюють не все село, а тільки його низинну територію.
Найбільші повені були в 1688, 1700, 1779, 1942 роках.
Найвище підняття рівня води було зафіксовано у 2008 році, тоді вода піднялася на 7м. Старожили села розказували, що таке високе підняття води стається 1 раз на 100 років і було зафіксоване в першій половині ХХ ст. Так як в гірських районах проводиться масова вирубка лісів, прогнози, щодо повеней, стають невтішні, вони будуть частіші та повноводніші. Після масштабної повені 2008 року в селі були проведені заходи по її ліквідації та майбутнього захисту, а саме: спорудження дамби, укріплення берегів Дністра, насипання протиповеневих валів тощо. Зафіксовано, що повені в Ралівці стаються  в середньому з періодом через кожні 4-5 років.

## Символіка села
Ралівка має свій герб. Це два золоті олені, що розташовані по обидва боки і, піднявшись на задні ноги, завмерли в скаковому пориві, спрямовані до зеленого щита. Олені задніми ногами стоять на голубій стрічці, на якій золотими літерами зображено напис: „РАЛІВКА”.  Щит увінчаний золотою короною, вінця якої відображають дерева. Через щит, вверху горизонтально проходить голуба широка лінія, яка зверху і знизу обмежена вужчими лініями білого кольору. Внизу щита зображено білі борони (радла) у вигляді двох прямокутних трикутників, з’єднаних між собою.
Герб символізує довколишні ліси з багатою дичиною, річку Дністер та працьовите місцеве населення, головною цінністю якого є земля-годувальниця.

## Історія
Перша письмова згадка про село датується 25 серпня (2 вересня за новим стилем) 1375 року.
Історія села сягає княжих часів. Перша письмова згадка про село Радловичі є у привілеї князя Лева Даниловича, в 1375 році. В іншому привілеї литовського князя Вітовта 1371 року воєводі Раділовічу передано на спадкове володіння землі біля Дністра за його активну участь у походах. Роком заснування села Радловичі, прийнято вважати 1375 рік. Воєвода Раділовіч підтримував тісні стосунки з кульчицькими лицарями-дружинниками, скоріш за все він був родом з Кульчиць. З цього ж села взяв собі і дружину. Є припущення, що його двір був поблизу теперішньої церкви та нижче костелу. Він мав багато землі та лісу, мав право дарувати, продавати та передавати у спадок свою землю, але тільки членам своєї родини, згодом так утворилися родові спілки.
Зі сторони села Кульчиці давні поля теперішнього села Радловичі закінчувалися болотами, трясовинням та лісами, а дальше толока з ярами і лісом, де у 1099 році князі Володимир і Василько розгромили збройний загін угрів.
Можна сказати, що історія Ралівки нероздільно поєднана з Самбором – районним центром. Близьке розташування міста Самбора, позитивно вплинуло на зародження та розвиток Ралівки.
До 1349 р. поселення Самбірщини було у складі Галицько-Волинського князівства.
У 1340 році Самбірщину, як і всю Галицьку землю, починають завоювали польські феодали на чолі з королем Казимиром ІІІ.
1349 – 1390 роках — довколишні землі були володінням польських королів.
Остаточно ці давньоруські землі відійшли до Польщі лише в 1387 році після короткочасного перебування у складі Угорського королівства.
У 1387 році власником Самбірщини (території між Добромилем і Стриєм) став магнат Спитко Мальштинський. Цей маєток йому дістався від короля як подарунок за військові заслуги під час загарбання давньоруських земель.
У складі польської держави колишня Самбірська волость, яка була княжою власністю, стала одним з чотирьох повітів Перемишльської землі Руського воєводства і приватною власністю польських королів та магнатів.
13 грудня 1390 р.  Спитко надав Самбору Магдебурзьке право. З цього моменту в місті почали селитися німці та євреї, і в тому ж році поруч зі старим містом (зі східного боку), на низькому відкритому пагорбі почали будувати нове місто на зразок західноєвропейських готичних міст.
У битві з татарами над Ворсклою (12 вересня 1399 р.) після загибелі Спитка Самбірщиною володіла вдова по Спиткові Ельжбета.
Від старожилів села до нас дійшла давня легенда. Колись ця місцевість була заросла непрохідними лісами. Неспокійні часи заставили місцевий люд групуватися на правому березі Дністра. Саме тоді на території села з'являються перші поселення. Пам'ятаючи про досить недавню татаро-монгольську навалу, жителі довколишніх поселень саме тут, в захищеному від сторонніх очей місці, творили Народні віче чи раду. Вони об'єднувалися і радилися, що мають робити в тяжкий час.
    Та, коли всі навколишні княжі поселення, після навали татаро-монголів зазнали знищення, уцілілі мешканці знаходять захист в Погоничі – давня назва Самбора.
Давньоруські Радловичі були спочатку тихим непримітним місцем, та з розвитком шляхового сполучення село не залишається осторонь, через нього проходить давній шлях, так звана „Руська путь” чи „Руських шлях”. Цей давній шлях з’єднував Радловичі з містом Стрий та Погонич (тепер місто Самбір) та інші середньовічні міста.
У ті давні часи через Карпати було три переходи: Яблуневий, Веретський (Ворітський) перевали і перевал „Руська путь”. Найбільш зручним з них був саме перевал „Руська путь”. Він існував 2000 літ до Христової ери. Початок свій він брав на Балканах, у Тракії, яка безпосередньо межувала з Грецією. Далі долиною річки Дунай проходив до його протоки р. Тиса. Потім піднімався попри р. Тиса до її притоки р. Латориця, а її верхів’я — то майже перевал. Цей перевал проходив між горами Великий Верх (1309 м.н.м.) і Лискованя (1247 м.н.м.), які на головному вододільному хребті Карпат. Далі потоком, який пізніше дістав назву Либохорка, — до річки Стрий і далі — до р. Дністер і Чорного моря. На заході, у передгір’ї, його сторожив давній Спас, що на Старосамбірщині. Значного розгалуження він дістав у районі давнього Погонича (тепер м. Самбір). Тут він мав розгалуження до соляних жуп нинішньої Дрогобиччини й Старосамбірщини до річки Сяну, до міста Перемишля, до Дніпра, а пізніше — до Прибалтики й Семиградця. Проте основний його напрямок — уздовж Стрия, Дністра і до Чорного моря, яке у період найбільшого розквіту цього шляху мало назву „Руське море”. Дністер був найзручнішою і найбезпечнішою транспортною артерією до моря.
Давній торговий шлях на території Турківського району є скінчений. За Ластівкою він мав два основних розгалуження: потоком Топільниця на Тур’є, Топільницю, Стрілки, Самбір (так тоді називався Старий Самбір), Погонич (теперішній Самбір) і до соляних жуп, а далі Дністром до моря. І друге — на Урич і далі Стриєм на нинішню Дрогобиччину і Стрийщину до Дністра і моря.
Навіть зараз сучасні мешканці при будівництві своїх осель знаходять давні монети недалекого від проходження „Руської путі”.
Надання Самбору Магдебурзького права та наявність давнього „Руського шляху” не дає Радловичам залишатися осторонь історичного розвитку. І село росло, розширялося, що від економічної активності селян призвело до матеріального добробуту.
1415 р. – довколишні землі знову повернуто у володіння польських королів, які часто віддавали ці землі під заставу різним магнатам за позички грошей.
1419 р. – шляхтичу Генріху Гінчу з Рогова, 1431 р. – магнату Петру Одровонжу.
1498 р. – навколишні території зазнають 70-ти тисячного татарського нападу, сусіднє місто Самбір спалене разом з своїми святинями. Напади татар та спустошення околиць відбуваються у 1499, 1500, 1506, 1594-х роках. З 1605 до 1633 року відбулося 25 татарських нападів. Саме в 16 столітті від нападу татарів радлівчани ховалися в костелі, тому в цей період можна припускати було споруджено радлівський костел.
У 1520 році поляки завели панщину, від селян вимагали працювати на пана кілька днів на тиждень безкоштовно.
У 1538 р. король Польщі Зиґмунд І за порадою своєї дружини королеви Бони дозволяє, щоб Самбірські парохи в подальшому часі збирали данину з ближніх сіл: Місткова, Чернишова і Радлович.
До 1549 р. село Радловичі було чисто українським селом. У цей час воно належало українській шляхті з Кульчиць, яка зробила подарунок королеві Боні, другій дружині короля Зиґмунда І Старого, віддавши частину земель понад Дністром, майже до села Кульчиць і села Кружики. Саме тоді починають жваво розбудовуватися довколишні поселення, де заселяються мазури з Польщі, і Радловичі стають польсько-українськими.
У 1648-49 роках Самбір та околиці здобувають козацькі загони Б.Хмельницького під командуванням Лаврентія Капусти. Спустошена і спалена навколишня округа.
У 1655 році між селами Радловичі і Кульчиці козаками було розбито загін польського війська.
У цей час на територій Самбірщини діяли невеликі загони повстанців-опришків під проводом Івана Макара, Лаврентія Прендохи, Василя Хархоли. Вони були острахом для польських панів. Та через зраду 1676 року їх було схоплено, катовано та привселюдно четвертовано у Самборі. На їх честь насипана могила, яка тепер називається „Трійця”.
1704 року здійснюється окупація Самбірщини шведською Армією.
У Радловичах мешкало подружжя українських магнатів – Комарницькі Ілля та Олена. Вони за свої кошти збудували мурований храм Різдва Пресвятої Богородиці в Самборі в 1738 році.
Практика передачі околиць під заставу тривала до 1772 р.
На лівому березі Дністра розмістилась група хат під назвою Вихилівка, зараз така назва в селі не фігурує, скоріше всього це вже Самбір, бо сказано, що вона знаходилося на лівому березі річки та при самбірсько-дрогобицькому шляху. Далі була корчма „Калинівка”. Хутір Хатки чи давніше Халупки розташований на лівому березі Дністра напроти Вербини. Саме з Вербини повз хутір Хатки, вбрід через річку Дністер, радлівчани ходили до міста Самбора, так як до мосту через річку йти їм було далеко. На крайній північній границі села при самбірсько-рудківській дорозі була корчма „Риньовка” або „Ями”.
Є в Ралівці ще така місцевість – Ямиска. Це при виїзді з села в сторону Дрогобича, з лівої сторони, під Бальовою горою, ралівчани закопували здохлих свійських тварин.
З 1772 – 1914 рр. – Ралівка знаходиться під пануванням імперії Габсбургів (з 1804 р. – Австрійської імперії, з 1867-го р. – Австро-Угорщини).
За період австро-угорського правління довколишні поселення зазнають суттєвого розвитку у будівництві соціальних та житлових будівель, а також проводиться будівництво інфраструктури: доріг, мостів, залізничних колій.
1848 рік – рік скасування панщини. На відзначення цієї події селяни ставили в селах хрести, такі хрести і досі в селі збережені. Цьому скасуванню передували селянські бунти, і Радловичі вони не минули. Радлівчани відмовлялися іти до пана на толоку під час жнив, купувати горілку із панської ґуральні, ухилялися від рекрутчини. У Радловичах були такі радикали, як Андрій Бучко й Іван Загвойський, які організовували страйки селян. Під час жнив вони відмовилися працювати за низьку платню, тоді пан Баранський викликав поліцейський загін, але до сутички не дійшло, бо пан таки підвищив плату, і страйк закінчився.
У 1855-1858 рр. – прокладається шосе Самбір – Дрогобич через село Радловичі.
А вже у грудні 1872 р. – відкрито залізничне сполучення Перемишль – Хирів – Самбір – Стрий. Ця гілка колії проходить через Ралівку, що позитивно впливає на сполучення села з цими населеними пунктами. У 1903 р. здано в експлуатацію відрізок залізниці зі сполученням Самбір – Львів, а у 1905 р. – відрізок Самбір – Сянки. Саме ці залізничні сполучення з’єднали Ралівку з всіма великими залізничними вузлами, що дало мешканцям швидкий та доступний зв’язок з навколишніми та віддаленими населеними пунктами.
У Радловичах 1880-го року згадується, вже одна церква, етапова однокласова школа, два панських двори, фільварок та ґуральня. У цей час в селі було 199 хат та        19 хат і 138 помешкань на широкому дворі.
Римська й греко-католицькі парафії підпорядковувалися Самбору.
У 1888 році видано «Słownik geograficzny Królestwa Polskiego i innych krajów słowiańskich». — Warszawa : Filip Sulimierski i Władysław Walewski, 1888. — T. IX : Poźajście — Ruksze. У цьому словнику автор розказує, що найбільшим власником Радлович є Кароль Баранський, який з 1889 р. до 1894 р. був вибраний до Сейму Крайового з IV курії Самбірського виборчого округу, послом до Сейму Крайового Галіції VI каденції. Орної землі у нього було 836 моргів, лук і городу 208 моргів, паші 135 моргів та лісу 264 морги. Менша власність становила: орні землі 636 моргів, лук і городів 67 моргів, паші 214 моргів, лісу 24 морги. Маєток пана Баранського стояв біля обозного заводу, коло центрального входу.
До кінця 20 ст. тут ще жили люди, в так названих квартирах, потім там була їдальня та пекарня. На жаль, жодних робіт по відновленню будівлі зроблено не було, близько 2015 року маєток розібрали. Цей маєток був побудований з цегли місцевого виробництва (на ралівському цегельному заводі, на місці ще старішого маєтку). Ходять чутки, що саме звідси прямує підземний хід, у якому з легкістю може проїхати карета до самого Перемишля.
Зараз завод теж занепав, від Баранських залишилися тільки їх могили та залишки панського саду, де ростуть яблуні. Панський сад був засаджений рідкісними деревами, серед них каштани „Бріотті”, „Тюльпанове дерево” та інші. На жаль, місцеві жителі не цінували того багатства.
У Самбірській окрузі на зламі 18 і 19 ст. 11,8% чоловічого населення належало до шляхти. В окрузі було чотири скупчення дрібної шляхти, до одного з таких скупчень входило і село Радловичі. У селі були шляхетні роди Загвойських, Радомських та інші. Одні з відомих найстарших родів в Радловичах – рід Бакальців, Б’єгів, Бучків, Валахів та Макуців.

### Перша світова війна
З початком Першої світової війни в Галичині почав створюватися легіон Українських Січових Стрільців, які мріяли на боці Австрії здобути українську державу. Одним із командирів УГА був Антон Кравс (1871-1945) генерал, що походив з німецьких колоністів, які осіли на Самбірщині. У 1919 році до 8-ї Самбірської бригади було набрано багато хлопців з Самбірщини, можливо радлівчан.
З 17 вересня 1914 року до 15 травня 1915 року під час Першої світової війни Радловичі були окуповані російськими царськими частинами 8 польової армії генерала Брусилова, які розграбували населений пункт, завдали йому великої шкоди. У цей час було встановлено військово-поліційний режим. На той час в Радловичах був горілчаний завод – ґуральня. Так після війни з ґуральні залишилися лише руїни, все обладнання заводу було вивезено.

### Західно Українська Народна Республіка
Національна свідомість і прагнення утворити незалежну Україну спонукало місцеву інтелігенцію до дії. Так 1 листопада 1918 року після розпаду Австро-Угорської імперії в околиці було встановлено владу Західноукраїнської Народної Республіки (ЗУНР). Державним повітовим комісаром ЗУНР Самбірщини було висунуто відомого місцевого письменника Андрія Чайковського. І вже 5 листопада 1918 року в Самбірському повіті було проголошено владу Української держави – ЗУНР. Західна Українська Народна Республіка на Самбірщині проіснувала до 13 травня 1919 року.

### Польща на Західній Україні
16 травня 1919 році увечері село окуповане дивізією Війська Польського під командуванням генерала Францішека Александровіча. Згідно Версальського договору, підписаного після Першої світової війни, Польща почала відновлювати свої кордони в які знову ввійшли і споконвічні українські землі, завойовані Польщею ще до 1772 року. Так кордон Польщі просунувся до річки Збруч, поглинувши в себе велику частину Західної України.
У роки 1919-1920 воєнного конфлікту з Польщею Україна зазнала поразки.
У 1923 році в Радловичах дідичем був пан Володимир Баранський, він же власник радловицької ґуральні.
А наприкінці 1930-х років у Радловичах виникла партія комуністів, під керівництвом Йосипа Пасєчного. У цей час на їх противагу, в селі виникає місцева ОУН під проводом Скірки Йосипа «Жук». Радлівський осередок складається з небагатьох осіб, переважно студентів, які підтримують зв’язки з самбірськими оунівцями. Комуністи, приєднавшись до польських шовіністів, починають спільну боротьбу з українськими націоналістами.
Влада Польщі протрималася до 17 вересня 1939 року.

### Друга світова війна
Після таємного протоколу, підписаного в присутності Сталіна у Москві, Молотовим і Ріббентропом 23 серпня 1939 року, 1 вересня 1939 року почалася Друга світова війна. Німецькі війська швидко просувалися на схід, поглинаючи Польщу. Польська армія з боями відступала в східному напрямку, чекаючи допомоги від Радянської влади. Багато польських біженців заполонили околиці, багато з них шукало захисту у Львові. 10 вересня 1939 року німецькі частини 18-го армійського корпусу генерал-лейтенанта Е. Байєра увійшли в місто Самбір. Потім цей корпус вирушає у львівському напрямку.
17 вересня 1939 року, перейшовши річку Збруч, Червона Армія у складі Білоруського та Українського фронтів, почала рухатися назустріч німцям. У вересні події розвивалися стрімко, і вже 25 вересня 1939 року німецькі війська покидають Самбірщину, вони згідно домовленостей відходили на обговорені кордони. 26 вересня 1939 року Український фронт під командуванням маршала С. Тимошенко увійшов на звільнену німцями Самбірщину. У Радловичах місцеві комуністи організували зустріч більшовикам, вийшовши їм на зустріч з червоним прапором і квітами.
1 листопада 1939 року Західна Україна увійшла в Українську Радянську Соціалістичну Республіку. У лютому 1940 року була утворена Радлівська сільська рада, головою було призначено комуніста Пасєчного Івана.
Майно і помешкання виселених куркулів націоналізовано і забрано до колгоспу. Першим арештом у Радловичах був арешт куркуля з хутора Хатки Павлівського. Його спершу тримали в самбірській тюрмі, а потім перевезли до Кульчиць, де і розстріляли у Малих Хащах.
22 червня 1941 року почалася Велика Вітчизняна війна. Німецькі війська швидко захоплювали радянські землі. Червона армія вимушена була відступати.
У Радловичах, перед відступом, більшовики облили бензином і підпалили склади з боєприпасами та військовим спорядженням, внаслідок чого згоріла ціла частина села, також було поранено кілька селян, що не встигли заховатися. Школярі донедавна находили там набої.
29 червня в Самбір увійшла 17 німецька армія.
В Україні 30 червня 1941 року, у Львові, ОУН (Бандери) проголосила акт відновлення Української Держави. Німецька окупаційна влада заарештувала керівників ОУН і відправила їх у концтабори. 
Німецько-гітлерівська окупація тривала від 29 червня 1941 р. по 7 серпня 1944 р. Коли німці входили в Радловичі, то селяни вітали їх з церковною процесією, а дзвони проголошували прихід нових «визволителів» від червоного терору.
Коли 30 червня 1941 року українські націоналісти проголосили незалежність України, то у Радловичах про цю подію було повідомлено у церкві після Служби Божої. Було виголошено урочисту промову священиком. Потім виступило декілька патріотів: Бучко М., Сьокало та інші. Радлівчани вітали один одного з виникненням  держави України. Німецька влада не визнала нашої незалежності та почала арешти.
У часи німецької окупації в Радловичах діяла школа, навчання проводила німецька вчителька. У приміщенні сільської лікарні були танці. Життя тривало і в окупації, але розчарування не забарилося. Було введено здавати контингент – зерно, худобу, податки. Заборонено було ходити вечорами, молоти зерно на жорнах, купувати сіль, одяг, взуття, нафту. Примушували копати окопи, працювати на будівництві аеродромів, валити та возити ліс, годувати німецьких солдатів.
Околиця Ралівки — одне із багатьох болючих місць для єврейського та циганського народів. У 1942 році старосамбірських євреїв спочатку звезли до ґетто, розташованого у Самборі в районі Бліх. 13 лютого 1943 року відбулася перша акції розстрілу в лісі біля Радлович. З лютого до квітня 1943 року були вивезені і розстріляні 1700 чоловік. 9 червня 1943 року з ліквідацією гетто в лісі села Радловичі було розстріляно решту євреїв. Їх скидали в ями розмірами 25х3-4 метри і 4 метри глибини. Серед євреїв чоловіків, жінок та дітей, було кілька циган. Цього дня розстріляли 500-600 людей.
Серед них і радлівські 5-7 єврейських родин, найбагатша з них родина Ябрумів. Вони мали багато лісу, їхнім помешканням був будинок, де сільська лікарня, також теперішній клуб і магазин, що поряд з „Долішною” церквою. Дочці цієї родини Рухлі вдалося втекти з машини, що везла їх на розстріл до лісу. Знайшов її у полі сусід, після того, як накормив і вложив спати, доніс на неї гестапівцям. ЇЇ розстріляли в лісі, поряд з іншими.
Останніми тут розстріляли поліцію «Юденрат». У наступні тижні тривало полювання на вцілілих євреїв. Троє радлівських євреїв переховувалося в старій опустілій хаті. Сусід, знаючи про тотальні обшуки та боячись, що гестапівці звинуватять його у переховуванні цих євреїв, попросив їх заховатися у лісі. Собачий слід повів німців до лісу, саме біля лісу, цей сусід знайшов розстріляних односельчан. Він похоронив їх в долині біля лісу, де був колись холерний цвинтар.
Братня могила – місце поховань євреїв з міст Самбора, Старого Самбора та їх околиць. Старожили розповідали, що від цього місця чути було людський стогін та йшов сильний трупний сморід. Єврейські організації впорядкували дане місце та встановили декілька меморіальних знаків.
Відступаючи, німці підривають залізничний та дорожній мости, які з’єднують Радловичі з Самбором.
13 липня 1944 року Червона Армія перейшла в наступ у районі Бродів, де вперше було введено в дію українську 14 гренадерську дивізію зброї СС «Галичина», де воювало кілька сот самбірчан, в тому числі і радлівчани: Сьокало, М.Бучко та інші хлопці.
Бої за Радловичі та околиці відбувалося в ході Львівсько-Сандомирської операції, Першим Українським Фронтом (332-м стрілецьким полком під командуванням підполковника Олександра Ясоновича Чипотвілі та 807-м стрілецьким полком під командуванням підполковника Володимира Костянтиновича Двалі, майора Анатолія Олексійовича Євсюкова). Бої тривали цілу ніч з 6 на 7 серпня 1944 року.
Після захоплення Самбора і околиць цим полкам присвоєно назву «Самбірських». Військам, що брали участь у звільненні Самбора і околиць, приказом ВГК від 7 серпня 1944 року об'явлена подяка, і в Москві більшовики дали салют 12-ти артилерійськими залпами з 124-х гармат.
Біля поліклініки на розі вулиць стоїть пам'ятник на перезахороненій братській могилі радянським солдатам, загиблим в Другій світовій війні. Деякі з них раніше були захороненні на колишній території колгоспу.
У 1944 році до Червоної Армії з села Радлович було призвано 53 чоловіки. Таких необстріляних призовників кидали в саме пекло, вважаючи їх неблагонадійними, так як вони були під німецькою окупацією. Після такої «покути» орденами і медалями СРСР нагороджено 35 чоловік та 15 із них  загинуло.

### Підпілля ОУН
Значну роль у національно-патріотичному вихованні молоді у Радловичах відіграла художня самодіяльність. До оркестру „Бандурист”, заснованого доктором Юліаном Рабієм у 1930-х роках в Самборі, входили радлівські хлопці Кородай, два брати Б’єги, два брати Маційовські, Осип Солоха, Миколай Гірняк, Загвойський та інші. Також радлівська тодішня молодь брала участь у рахунковому товаристві „Сокіл”, одне з його гнізд діяло у Радловичах під керівництвом Миколи Гірняка, якого гестапівці розстріляли разом з 12 студентами Самбірщини у Чорткові 27.11.1943 року. Радловицькі „Соколи” брали участь у 1936 році у сокільському святі у Самборі, де було понад 1200 членів. З українським прапором і піснями під звуки оркестру „Бандурист” вони крокували вулицями Самбора.
У тяжких умовах працювало радлівське підпілля ОУН, виконуючи різні завдання проводу. У цей час вже діяла УПА. Після звільнення Самбора і околиць, більшовики почали полювання на членів підпілля ОУН. По „чорних списках” розшукуються підпільники ОУН, УПА та їх симпатики, які заготовили місцеві зрадники. Багато патріотів, які не хотіли воювати за Сталіна пішли до УПА, щоб в тилу воювати за незалежність України.
У сусідніх Кульчицях енкаведисти створили тюрму, де тримали в’язнів у виритих ямах з водою. Після жорстоких катувань на допитах їх розстрілювали і закопували в долині Шпанова, Великих і Малих Хащах. Скільки людей там розстріляно досі невідомо. Ймовірно там знайшли і свій спочинок радлівські патріоти і багаті господарі з хутора Хатки Павлівський і Щербак.
Радлівчани Осип Загвойський, Левко Ленковський, І.Казан, П.Славич проходили вишкіл у молодіжній сотні УНС Шкітака, що вишколювалася і базувалася в лісах біля сіл Сприні і Кульчиць.
Відразу в 1944 році більшовики почали вивозити населення в Сибір і на схід СРСР. З Радлович теж було вивезено декілька родин кращих господарів українців та поляків. Інтенсивніше запрацювала самбірська тюрма. Закатованих закопували в лозах над Дністром.
У селах було зорганізовано червоні залоги з винищувальними батальйонами, так званими «ястрибками». Вони стягували з населення податки у вигляді продуктів, обов'язкові грошові державні позики, а також примушували виконувати неоплачувану роботу.
Починаючи з 1944 року розгорнулося масове переселення українців з прадідівських земель Закерзоння на Україну, а поляків у Польщу. Майже всі поляки-радлівчани залишили свої будинки. У Радловичі приїхало багато українських родин. У зв’язку з таким переселенням населення Радлович значно збільшилося. Багато переселенців включалися у підпільну боротьбу за незалежну Україну, за що деякі з них були арештовані. На даний час відомі такі радлівські підпільники:
Бучко Іван, «Шеремета», (1919-1947) народився в Радловичах. Вступив до  молодіжної ОУН і став активним членом сільської „Просвіти”. За німецької окупації одним з організаторів сільської самооборони і місцевої боївки ОУН був Скірка Йосип, „Жук”. Основним завданням якого був захист села від можливих нападів ворогів, грабіжників та злодіїв. З приходом більшовиків пішов до УПА, призначений чотовим у сотні. До 1946 року працював у місцевій БСБ під керівництвом А. Малиновського, „Лиса” на Самбірщині, виконував завдання проводу. „Шеремета”, „Жук” і „Граб” в сотні „Орленка” на Закерзонні успішно забезпечили боєприпасами та провіантом постої для підпільників. Місцева боївка (понад 30 осіб) розбилася на три групи. Дві з них, під проводом „Жука” (6 осіб) і „Кобзи”, обрали собі місце базування Кульчицький ліс, біля хутора Олексята та село Кульчиці відповідно, де були влаштовані криївки, третя група з 10-ти осіб, сотника Наконечного Івана, „Орленка”, базувалася в криївці, в лозах Дністра, біля села Гордині. Він загинув наприкінці 1947 року у бою з дублянськими енкаведистами в Кульчицькому лісі, біля хутора Олексята;
Городиський Стах, «Крук» (1928-?). Народився в Радловичах. Член молодіжної ОУН, звязковий місцевого проводу з районним у Самборі, розвідник місцевого підпілля. У 1946 році вступив в УПА, в місцеву боївку „Бігуна”. Після 1950 року, по черговому заклику про явку з повинною, Стах здався на милість ворогів, так як його побратимів уже майже нікого не було, а підпілля було розгромлене. Його забрали до Червоної Армії, через три роки повернувся додому. Нині покійний;
Каршин Андрій, «Гострий», (1922-1950). Переселений з Польщі у 1945 році, член місцевої боївки УПА Маланкевича В’ячеслава, „Квасного”, його арештували за ліквідацію 27 серпня 1947 року голови сільради Ралівки Живущого і після жорстоких катувань присудили 15 років таборів. Після невдалої втечі з каторжних робіт був жорстоко замордований у Казахстані. Родину про його смерть було повідомлено у 1950 році;
Кіт Теофіл, «Старий», (1918-1990). Переселений з Польщі 1945 році, членом ОУН став вже у Радловичах, згодом станичний провідник. У 1947 році його та інших підпільників Радлович було заарештовано за вбивство голови сільради Ралівки Живущого, який мордував селян, висилав їх в Сибір та викрив все радлівське підпілля. Кіт Теофіл був засуджений до 25 років таборів у Караганді, по загальній амністії в 1955 році повернувся у Ралівку. У рідному селі його не приписували, не давали роботи і він поїхав у Хабаровський край. Там жив до 1968 року, потім знову повернувся в село, де прожив ще два роки і помер. Похований на сільському цвинтарі;
Керетів Михайло, (1929-2005). Народився у місті Турка на Львівщині. Навчаючись у школі, працював у юнацькому підпіллі місцевого ОУН зв’язковим. Під час німецької окупації працював у місцевій друкарні та за дорученням проводу виконував поліграфічну роботу. У 1946 році у 17-ти річному віці був заарештований НКВД, після жорстоких мордувань на допитах, засуджений за участь і співпрацю з ОУН і УПА на 10 років позбавлення волі. Покарання відбував у Краслазі місто Канськ. Родину вивезено в Челябінську область, куди Михайло переїхав у 1954 році, після звільнення. У 1961 році після смерті батьків приїхав до Ралівки. Став активним громадсько-політичним діячем Самбірщини;
Керетів Марія, (1926-2010). Уродженка села Заколоть, що на Дрогобиччині. Активно працювала в місцевому підпіллі ОУН посильною, зв’язковою, розвідницею. Через зраду арештована НКВД у 1945 році, засуджена на 10 років розбавлення волі і 5 років позбавлення прав з конфіскацією майна. Покарання відбувала у Красноярському краї, Сомянському районі, де важко працювала до загальної амністії. Повернулася до Ралівки;
Левчик Марія, (1935-ж). Народилася в селі Черкащина на Тернопільщині. Член молодіжного підпілля ОУН, посильна, розвідниця, заарештована НКВД і після жорстоких допитів засуджена за зв’язок з підпіллям ОУН на 10 років. Покарання відбувала в Челябінській області в місті Копейськ, де перебувала до амністії. Поселилася в Ралівці;
Левчик Степан, (1927-?). Уродженець села Стара Ропа на Старосамбірщині. У юнацькому віці працював у місцевому юнацькому підпіллі ОУН. Через зраду був заарештований та виселений у Красноярський край у місто Камськ, де важко працював до загальної амністії. У 1954 році повернувся в Україну, поселився у Ралівці;
Ленкавський Левко, «Граб», (1919-1947). Народився в Радловичах. У 1939 році член місцевого і районного ОУН. У місцевому підпіллі – референт зв’язку. За німецької окупації один з організаторів самооборонних боївок, а потім самооборонного кущового відділу (СКВ). З приходом більшовиків боєць УПА, боївки „Бігуна”, а потім у сотні „Орленка”. Загинув наприкінці 1947 року у бою з дублянськими енкаведистами у Кульчицькому лісі, біля хутора Олексята. Після підриву мін, що були встановлені навколо криївки, „Грабу” та „Жуку” вдалося вирватися, але „Граба” було вбито. Решта хлопців, що були в криївці, підірвалися гранатами, тим самим похоронивши себе там. Загиблих було шестеро повстанців;
Лучків Іван, «Сірий», (1916-1946). Уродженець Радлович. З 30-х років активний член місцевого і районного підпілля ОУН. За німецької окупації стрілець УНС і СКВ, за більшовиків вступає в УПА в місцеву боївку „Жука”. З 1946 року перейшов до БСБ під проводом „Лиса”. У засідці енкаведистів, у Дорожові, його і ще 4-х повстанців було вбито, місце поховання не встановлено;
Миськів Марія, (1925-ж). Народилася в селі Сілець на Дрогобиччині. Включилася в роботу місцевої мережі жінок ОУН як зв’язкова. Арештована та засуджена на 10 років таборів та позбавлення прав на 5 років з конфіскацією майна. Покарання відбувала у Кіровській області. Стала інвалідом і була переведена в будинок інвалідів у Магадан. Звільнена у 1955 році. У 1957 році приїхала в Ралівку;
Скірка Йосип, «Жук», (1920-?). Народився в Радловичах. Член ОУН, бойовик боївки УНС. Один з організаторів радлівської самооборонної боївки. Провідник радлівського підпілля ОУН, розвідник. У 1946 році виконував завдання проводу у сотні „Орленка” на Закерзонні. У 1950-х роках з „Субтельним” діяли на Мостищині. Подальша доля невідома;
Скірка Іван, «Бігун», (1928-?). Уродженець Радлович. Член молодіжної ОУН, зв’язківець. У 1948 році належав до Самбірського проводу збройного підпілля, очолюваного Маланкевичем Ярославом, „Квасним”. Студентом Львівської політехніки, „Бігун”, став активним членом інститутського молодіжного проводу ОУН. У Радловичах був ідейним пропагандистом, провідником молодіжного підпілля. У 1947 році через переслідування в інституті пішов у глибоке підпілля. Очолив кущову боївку СБ, пройшовши вишкіл у старшинській школі. У 1950 році викликаний до Центрального проводу, назад вже не повернувся. Дальша доля невідома, була чутка, що він кур’єром пішов на захід;
Страхоцький Мирослав, «Верба», (1927-ж). Переселений з Польщі 1945 році, як член юнацтва ОУН співпрацював з місцевим підпіллям, був зв’язковим, розвідником, членом СВК, потім вступив до УПА в боївку „Бігуна”. У 1950 році під час облави у місті Золочеві заарештований. 4 з половиною років його тримали під слідством з метою встановлення місцевого підпілля. Засуджено до розстрілу, потім вирок замінили на 25 років таборів суворого режиму. Родину вивезено в Сибір, в Хабаровський край. У 1960 роках з родиною повернувся до Ралівки;
Сьокало Ярослав, «Смирний», (1922-?). На початку 1930-х років родина переїхала з села Велика Білина до Радлович. Член районного проводу молодіжної ОУН, залучав молодь до ОУН. У 1943 році доброволець дивізії «Галичина», після вишколу – командир чоти. Присвоєно офіцерське звання, працював перекладачем у штабі. Після Бродівського котла вступає в ряди УПА. Діяв на Волині політвиховником у курені окремого призначення «Бистрого». Наприкінці 1945 року арештований і засуджений на 10 років каторги. Покарання відбував у Комі АСР. У 1955 році звільнений, але жити в Україні йому заборонили, то він повертається назад. Там одружився, декілька разів навідував рідних, потім зв’язок уривається;
Теплий Павло, «Хмара» (1926-ж). Переселений з Польщі у 1945 році, член юнацтва ОУН, вступив до місцевого підпілля, став стрільцем місцевого СКВ під проводом Скірки Івана, „Бігуна”. Разом з побратимами здобули багато зброї, боєприпасів та влаштували склад зброї у закритому більшовиками костелі. Арештований з іншими хлопцями за вбивство 27 серпня 1947 року голови сільради Ралівки Живущого і засуджений до 25 років таборів суворого режиму. По загальній амністії повернувся у Ралівку;
Шургот Віктор, (1917-ж). Переселений з Польщі. Член ОУН, стрілець СКВ. Діяв у боївці Скірки Йосипа, «Жука». Арештований за вбивство голови сільради Ралівки Живущого. Засуджений до 15 років таборів. По загальній амністії повернувся у Ралівку;
Шутгот Віктор, (1927 р.н.), переселений у 1945 році з села Боська (Польща). Член ОУН, стрілець СКВ у Радловичах. Заарештований у 1947 році як підпільник Дублянським МВД. Засуджений на 15 років таборів, звільнений по загальній амністії у 1954 році повернувся до Ралівки;
Ярема Антон, (1918-?). Уродженець Радлович. За німецької окупації став членом місцевої ОУН. З приходом більшовиків за завданням підпілля ОУН вступив до самбірської міліції. Повідомляв провід про можливі облави, арешти та інше. Забезпечував боївку „Жука” боєприпасами. Запідозрили його у вбивстві одного донощика, але за відсутністю доказів був звільнений з міліції. На сьогодні покійний;
Яремко Іван, (1901-1941). Багатий радлівський господар. Один з організаторів місцевого підпілля ОУН та сільської самооборони. Активний громадсько-політичний діяч села, член сільської „Просвіти”. У 1940 році заарештований НКВД, зазнав жорстоких тортур у Самбірській тюрмі. Замордований більшовиками разом з іншими в’язнями Самбірської тюрми в 1941 році, під час більшовицької втечі від наступу фашистів.
Всі їх родини стараннями голови сільради Ралівки К. Живущого були виселені в Сибір. А під час облав в Радловичах були виявлені явочні квартири і криївки в родинах Бучків, Кунців, Скірків, Славичів можливо й інших, де збиралися повстанці на відпочинок, харчування і збори.
На Самбірщині боротьба з підпіллям тривала до початку 1950-х років.

### Повоєнний період
7 травня 1946 року Указом Президії Верховної ради УССР село Радловичі перейменовано в село Ралівка. Але незважаючи на це, місцевий люд і надалі часто користується давнього назвою Радловичі.
У Ралівці відбувається відновлення колгоспу «Заповіт Ілліча», який був створений ще в 1940 році. Примусово до нього записували всіх, хто ще не записався, а особливо переселенців з Польщі. Противників розкуркулювали, забираючи все майно до колгоспу, а родину вивозили в Сибір. Селяни втікають на роботи в міста, але це вдається не всім, лише тим, кому пощастило отримати паспорт.
Головою Ралівської сільської ради був комуніст К. Живущий, якого бойовики СБ УПА 27 серпня 1947 року вбили "за ненависть до місцевого населення" та арешти багатьох осіб ралівчан, переважно підпільників ОУН. Головами сільради були: Сороківський, Бакалець, Пасечний, А. Сіраківська, Славич, Вороняк, В. Бучко.
Головами колгоспу "Заповіт Іліча" були: Бакалець Іван, Загвойський Іван, Плесканка, Голуб Петро Іліч, Т.Гут, Залога та інші. Колгосп спеціалізувалося на вирощенні великої рогатої худоби, вирощуванням зернових та льону. Працює цегельний завод, обозний завод (деревообробний завод). Обозний завод виробляв колеса для возів і був у лідерах по їх виробництву. Також завод мав багато інших замовлень: меблі, більярдні столи та ін. Біля хутора Хатки побудовано свинарник, він належав самбірській військовій частині. У ралівському лісі розмістили військову частину.
Зараз вище названі підприємства в глибокому занепаді, тому через брак роботи, мешканці села масово виїжджають працювати за кордон.
Будівництво житлового масиву на Нафті зумовлює будівництво дитячого садочка, загальноосвітньої школи, очисних споруд. У Ралівці працює клуб, чайна, магазини, бібліотеки, пошта, будинок побуту.

### 21 століття
У селі Ралівка в 2012 році запрацювала перша в Західній Україні Самбірська сонячна електростанція. 3888 сонячних елементів (потужністю 1,1 Мвт) генерують енергію сонця, видаючи в енергетичну систему до 600 кВт електроенергії. Цієї кількості електрики вистачить для того, щоб освітити Ралівку, а це 1200 дворів і 27 чотириповерхових будинків (4500 осіб). Зрештою, йдеться також про екологічність отриманої електроенергії, що вигідно відрізняє її від інших традиційних способів (спалювання вугілля, мазуту) отримання. Взялася за будівництво сонячної станції ТзОВ «Еко-Оптіма», працівники якої спільно із чеськими партнерами встановили обладнання, погодили відведення земель. Відтак обслуговує станцію ТзОВ «Самбірська сонячна станція». І це тільки перший крок, який стане своєрідною революцією в енергетичній галузі регіону. Адже запрацювала лише перша черга сонячної станції, потужність, якої доведуть до майже 10 Мвт, а це один мільйон кіловат екологічно чистої електроенергії. Місцева влада на пропозицію інвестора в 230 тис. грн. на рік віддала в оренду резервні землі для облаштування сонячної станції.

## Населення
У 1415, 1602, 1701, 1708, 1710, 1770, 1771, 1774, 1775, 1776 роках в околиці вирувала холера. Пошесть забирала з собою багато людей, після кожної такої пошесті помирало 20-30% населення. Місце захоронення, померлих від холери, можливе на „Ямисках”. Щоб заселити опустілі господарства, Польща, під владою якої тоді було село, поселяла сюди польське населення з Мазур. Масово перші поселенці в селі з’явилися в 1390 році, потім 1660, 1708.
З 1772 року Радловичі під владою імперії Габсбургів. Відтоді теж продовжується заселення села поселенцями з імперії, зокрема з Чехії. Поселенцям наділяються великі шматки землі в Задвірних Радловичах від Дністра і до радлівського лісу. Заселення округи в ці роки зумовлене ще тим, що тоді відбувалося будівництво багатьох об’єктів, як споруд так і інженерних комунікацій.
У 1880 році в Радловичах проживало 1003 мешканця, за національною тотожністю вони ділили себе на 230 русинів та 773 поляків. За релігійним визнанням у селі було: 384 осіб римо-католиків, 498 осіб греко-католиків, 121 особа юдейського віросповідання.
Наступна хвиля переселенців відбулася після Другої світової війни. Виселення українців з прикордонної Польщі до Радянської України — акція масового переселення прикордонного населення у 1944–1946 рр. (не плутати з акцією «Вісла» 1947 року). Багато таких насильно виселених переселенців осіли в Ралівці, а поляки, які жили в селі, за власним бажанням переїздили до Польщі. У Ралівці опинилося кількадесят сімей із села Боська, Новосілки, Куп'ятичі та інших сіл. Кілька років тому переселенці з Боська створили громадську організацію «Бощани». Саме вона кожного року на вересневий празник Народження Пресвятої Діви Марії організовує виїзди людей до Боська.
На початку 1960-х років повз Ралівку прокладають нафтопровід «Дружба». Будівництво в селі житлових  багатоквартирних будинків зумовлене діяльністю геолого-розвідувальної експедиції. Так виростає новий район в селі «Нафторозвідка». Населення Ралівки збільшується. Квартири надаються сім'ям працівників нафторозвідки.
13 жовтня 1961 року завершена лінійно-трасова робота по будівництву міжнародного нафтопроводу «Дружба» на ділянці Броди-Ужгород, що проходить повз Ралівку. 6 лютого 1962 р. — перші тонни нафти надійшли в резервуари чехословацької НПС у Будківцях, що стало початком функціонування МНП „Дружба”.
На даний час населення села Ралівки становить близько 4600 осіб.

## Транспорт
У транспортному відношенні, завдяки близькому розташуванню районного центру, Ралівка завжди мала позитивну тенденцію. Близькість транспортного вузла міста Самбора здійснює швидке сполучення Ралівки з обласним центром – Львовом, а доступ до Дрогобича, Стрия та Борислава забезпечують сполучення з іншими обласними та районними центрами.
Через Ралівку проходять автомобільні дороги районного значення Т1418 (Нижанковичі – Самбір – Дрогобич – Стрий) та Т1415 (Мостиська – Самбір – Борислав). Також через Ралівку проходить дороги, які з'єднують село з іншими селами: Кульчицями, Сідим, Нагірним, Чуквою та Задністрям.
Через Ралівку курсують приміські автобуси з маршрутом Викоти – Самбір – Кульчиці та інші, які через село прямують у Дрогобич та в село Чуква. Тому в Ралівці і передбачено місця кілька зупинок цього транспорту.
Крім автотранспорту в Ралівці курсує залізниця, яка проходить через село. Через село йде приміський електротяг зі сполученням Самбір – Стрий, який має дві зупинки: Ралівка та Радловичі (давніше Надоль). Проходить транзитний потяг Київ – Трускавець та відповідно у зворотному напрямку. Також транзитом проходять товарні потяги.
Через річку Дністер у Ралівці споруджено два мости. Один залізничний, другий автомобільно-пішохідний, вони залізні та виконані заклепковим методом.

## Охорона здоров'я
На початок ХХІ ст. в селі починає працювати поліклініка з реєстратурою, де відкриті кабінети терапевта, педіатра, стоматолога, гінеколога, хірурга, працює сільська лабораторія. Тут мешканці села можуть отримати амбулаторне лікування.
Крім цього в Ралівці була лікарня на два поверхи, де проводили стаціонарне лікування хворих на 25 ліжок та надавалися лікарські консультації. Ще до 60-х років ХХ ст. на другому поверсі лікарні діяло пологове відділення, і тут народжували жінки не лише з Ралівки, а й навколишніх сіл.
У лікарні діяло відділення хірургії, рентгенкабінет, а також проводилась фізіотерапія.
На даний час лікарню частково закрито (почала діяти нова медична реформа з 2017 року), залишилися кабінети терапевта, педіатра та фізкабінет. З квітня 2016 року діє денний стаціонар. Наявність у районному центрі широких лікарських послуг та близька доступність дає можливість мешканцям села отримувати лікарську допомогу в Самборі. В лікарні працює аптека.

## Відомі люди
- Раділович — воєвода, княжий посадник. Засновник села Радловичі, ймовірно родом з села Кульчиці;
- Антоній Радиловський — уродженець села Радловичі, єпископ Перемишльський і Самбірський. З дозволу короля Зиґмунда та за посередництвом королеви Бони організував будівництво третини мурів, у місті Самборі українцями-русинами за їх власний кошт. Взамін цього він отримав дозвіл на будівництво церкви в межах міста Самбора, яку освятили в 1558 році. Король зробив єпископа Антонія Радиловського легатом. Пізніше на цьому місці в 1738 році було споруджено муровану церкву Різдва Пресвятої Богородиці подружжям українських магнатів з Радлович Комарницьких Олени та Іллі;
- Бакалець Володимир Васильович (1919—?) — старший машиніст електростанції Самбірського залізничного вузла Дрогобицької області. Депутат Верховної Ради УРСР 2-го скликання;
- Іван Бойчук-Бойко (?-1756) — уродженець села Радловичі, син священика, після смерті батька разом з матір'ю покидає Радловичі. Учасник опришківського руху під проводом Олекси Довбуша. Прадід Тараса Григоровича Шевченка (1814—1861) по матері Катерині Бойко (1783—1823). Катерина Бойко, дочка Якима Івановича Бойка (1751—1833). Після смерті Довбуша в 1745 році народні месники змушені були тікати. Усвідомлюючи небезпеку, Іван Бойко в середині 1750-х роках, залишає свого сина Якима (майбутнього дідуся Кобзаря, який теж був родом з Бойківщини) в родині свого побратима, козака Михайла Цапенка у селі Моринці Звенигородського повіту Київської губернії (тепер Черкаська область);
- Деркач Ігор Андрійович (1994) — солдат Збройних сил України, учасник російсько-української війни, нагороджений орденом «За мужність» III ступеня.
- Комарницький Ілля — жидачівський мечник та його дружина Олена — подружжя українських магнатів, яке мешкало в Радловичах та 1738 року за свої кошти збудували храм Різдва Пресвятої Богородиці в Самборі;
- Бучко Іван, «Шеремета», (1919—1947) — Народився в Радловичах, член  молодіжної ОУН та сільської «Просвіти». Один з організаторів сільської самооборони і місцевої боївки ОУН, вояк УПА, чотовий у сотні. Член місцевої БСБ;
- Городиський Стах, «Крук» (1928-?). Народився в Радловичах. Член молодіжної ОУН, зв'язковий, розвідник, вояк УПА. Солдат Червоної Армії;
- Каршин Андрій, «Гострий», (1922—1950). Переселений з Польщі в 1945 році до Радлович, член місцевої боївки УПА. Засуджений до 15 років таборів. Загинув у Казахстані;
- Кіт Теофіл, «Старий», (1918—1990). Переселений з Польщі у 1945 році, до Радлович, член ОУН, станичний провідник, засуджений до 25 років таборів у Караганді. Повернувся в село, похований на сільському цвинтарі;
- Керетів Михайло, (1929-ж). Народився у місті Турка на Львівщині. Член юнацького підпілля ОУН, зв'язковий, працював у друкарні та за дорученням проводу виконував поліграфічну роботу. У 17-ти річному віці був заарештований та засуджений на 10 років. Покарання відбував у Краслазі «місто Камськ». Родину вивезено в Челябінську область. У 1961 році приїхав до Ралівки. Став активним громадсько-політичним діячем Самбірщини;
- Керітів Марія, (1926-ж). Уродженка села Заколоть, що на Дрогобиччині. Активістка підпілля ОУН, посильна зв'язкова, розвідниця. Засуджена на 10 років розбавлення волі і 5 років позбавлення прав з конфіскацією майна. Покарання відбувала у Красноярському краї. Повернулася до Ралівки;
- Левчик Марія, (1935-ж). Народилася в селі Черкащина на Тернопільщині. Член підпілля ОУН, посильна, розвідниця, засуджена на 10 років. Покарання відбувала в Челябінській області. Проживає в Ралівці;
- Левчик Степан, (1927-?). Уродженець села Стара Ропа на Старосамбірщині. Працював у підпіллі ОУН. Був заарештований та виселений у Красноярський край. У 1954 році поселився у Ралівці;
- Ленкавський Левко, «Граб», (1919—1947). Народився в Радловичах, член ОУН, референт зв'язку, один з організаторів самооборонних боївок, а потім самооборонного кущового відділу (СКВ), вояк УПА;
- Лучків Іван, «Сірий», (1916—1946). Уродженець Радлович, член підпілля ОУН, стрілець УНС і СКВ, вояк УПА;
- Миськів Марія, (1925-ж). Народилася в селі Сілець на Дрогобиччині. Член мережі жінок ОУН, зв'язкова, засуджена на 10 років таборів та позбавлення прав на 5 років з конфіскацією майна. Покарання відбувала у Кіровській області. У 1957 році приїхала в Ралівку;
- Скірка Йосип, «Жук», (1920-?). Народився в Радловичах. Член ОУН, бойовик боївки УНС. Один з організаторів радлівської самооборонної боївки. Провідник радлівського підпілля ОУН, розвідник;
- Скірка Іван, «Бігун», (1928-?). Уродженець Радлович. Член ОУН, зв'язковий, член Збройного підпілля. Студент Львівської політехніки, член інститутського молодіжного проводу ОУН, ідейний пропагандист, очолив кущову боївку СБ. Після виклику до Центрального проводу, не повернувся;
- Страхоцький Мирослав, «Верба», (1927-ж). Переселений з Польщі у 1945 році, член юнацтва ОУН, був зв'язковим, розвідником, членом СВК, потім вступив до УПА. Засуджено до розстрілу, потім вирок замінили на 25 років таборів суворого режиму. Родину вивезено в Сибір у Хабаровський край. У 1960 роках з родиною повернувся до Ралівки;
- Сьокало Ярослав, «Смирний», (1922-?). На початку 1930-х років родина переїхала з села Велика Білина до Радлович. Член ОУН, залучав молодь до ОУН, доброволець дивізії «Галичина», командир чоти, перекладач. Вояк УПА, політвиховник. Засуджений на 10 років каторги у Комі АСР;
- Теплий Павло, «Хмара», (1926-ж). Переселений з Польщі у 1945 році, член ОУН, стрілець СКВ. Засуджений до 25 років таборів суворого режиму. Повернувся у Ралівку;
- Шургот Віктор, (1917-ж). Переселений з Польщі. Член ОУН, стрілець СКВ. Засуджений до 15 років таборів. По загальній амністії повернувся у Ралівку;
- Шутгот Віктор, (1927 р.н.), переселений в 1945 році з села Боська, Польща. Член ОУН, стрілець СКВ. Засуджений на 15 років таборів, а в 1954 році повернувся до Ралівки;
- Ярема Антон, (1918-?). Уродженець Радлович, член ОУН;
- Яремко Іван, (1901—1941). Радлівчанин, Один з організаторів місцевого підпілля ОУН та сільської самооборони. Громадсько-політичний діяч села, член сільської «Просвіти». Замордований більшовиками разом з іншими в'язнями Самбірської тюрми в 1941 році;
- Пукас Петро Іванович — сільський дяк, хронолог села Ралівки;
- Грибанова Марія Василівна — вчителька, художній керівник народного аматорського драматичного колективу «РАДО» (2011 р.);
- Яріш Ярослав Іванович — письменник, сценарист, актор театру «РАДО».

## З Ралівкою пов'язані
- „Владзьо Прусський” – оповідання Василя Кобця – дія твору починається в селі Радловичі;
- Іван Франко в 1893 році у своєму „Украденому щасті” згадує про Радловичі;
- „Мій Храм – мій Дім” (1996 рік) – автор Грібанова Марія Василівна;
- „Книга пам’яті Ралівки” (Самбір, 2006 рік) – автор Проць Богдан.

## Пам'ятки архітектури
Церкви – основні пам’ятки, гідні уваги широкого загалу. Найдавніша відомості про церкву в Ралівці походять ще з 1507 року. У документі 1798 р. в селі згадуються  дві церкви – Горішня і Долішня. Але мало хто знає, що була третя церква, стояла вона на Хатках (хутір).

### Церква Успення Пресвятої Богородиці і Присно Діви Марії "Горішня"(1507 р. - 1850 р.)
Одним неіснуючим тепер пам’ятником архітектури в Ралівці була дерев’яна так звана „Горішня” церква, назва якої Успіння Пресвятої Богородиці і Присно Діви Марії. 23 квітня 1705 року зроблено запис про пожертви на цей храм.
З середини 19 ст. згадується в селі лише одна церква святої Параскеви П’ятниці (Долішня). Отже можна сказати, що до 1850 року „Горішня” церква ще існувала. А так, як це час правління Австрійської імперії, під час якого проводиться масове будівництво в окрузі, то можна зробити висновок, що причиною зникненням „Горішньої” церкви може бути пожежа чи її занепалий стан, достовірних даних про зникнення цієї церкви поки немає. Стояла церква на так званому в селі полі „лазок”, про що свідчить запис у книзі „Трифалогіон”. Ця книга знаходилася в церкві, де вона тепер невідомо. Запис було зроблено польською мовою. У цій книзі було записано всіх, хто давав пожертви для церкви.
   У 1926 році на цьому місці інженери Шафран і Монастирський хотіли побудувати „тартак” – лісопилку. Сільський збирач історичних фактів Пукас Петро Іванович розповідав, що найняті робітники Загвойський Миколай Іванович, Славич Микола, Пукас Дмитро та інші при закладенні фундаментів відкопали на глибині одного метра ікони святого отця Миколая та святого Василія, зроблені вони були з глини, із присипаним, як порошинки, піском. Вони були розбиті і тих черепків було з два кошики. Майстер будови хотів їх віддати до Львівського музею, але це було дуже цікаво, і люди забрали. Яка подальша доля цих ікон –  невідомо.
Під час Другої світової війни на цьому місці були склади боєприпасів, більшовики, відступаючи в 1941 році перед німцями, їх підірвали. Тоді згоріла частина села і декілька сільських жителів було поранено.
   У 1964 році тут побудовано житловий будинок. Потім цей будинок переобладнали під школу. Згодом у цьому приміщені був музей В.І.Леніна, а поряд встановлено його пам’ятник, який знесли наприкінці 1980-х років. Будівля колишнього музею збереглася, зараз вона використовуються, як додаткові класи місцевої школи.
Розташування церкви наводить на думку, що навколо цього місця може бути стародавній сільський цвинтар. Так як найстаріші могили на „долішному” цвинтарі датовані приблизно з середини 19 століття (це якраз приблизна дата зникнення „Горішньої” церкви), а село засновано в 1375 році, то поховання за ці 450 років з заснування села могли проводитися навколо „Горішньої” церкви Успіння Пресвятої Богородиці і Присно Діви Марії.
Залишається відкритим питання поховань від чуми та тифу. Можливе місце цих поховань на „Ямисках”. Це зразу при виїзді з села, зліва в яру, в напрямку Дрогобича чи далі під лісом.

### Церква святої Параскеви П’ятниці „Долішня”(початок 18 ст. – 1946 р.)
Другим з найдавніших на сьогодні неіснуючим пам’ятником архітектури була так звана „Долішня” дерев’яна церква святої Параскеви П’ятниці. Церква була споруджена на початку 18 ст. на території долішного цвинтаря. Зараз там стоїть однойменна каплиця. Дерев’яна церква ремонтувалася і була перебудована у 1772-74, 1882 та 1895-х роках. Вона простояла до початку Другої світової війни, занепала церква після її закінчення та 18 грудня 1956 року церкву розібрано, матеріал продано на паливо за тисячу карбованців.
Це була тризрубна, безверха будівля, високі зруби якої вкривав спільний повний дах, увінчаний на гребені над навою ліхтарем. Збереглася світлина церкви М.Драгана 1929 року зі збірки Національного музею у Львові № 947.
У дерев’яній архітектурі ця церква вражає своєю нетрадиційністю, що робить її унікальною серед інших дерев’яних церков цієї місцевості. Лаконічність, простота, прямі лінії – все це говорить про саме бойківську архітектуру. Бачимо відсутність великих куполів та пишноти різьблення. Простота у всьому розказує про укорінений практицизм ралівських мешканців періоду будівництва святині. Розміри церкви свідчать про те, що вже в 18 ст. населення села було немалочисельним. Довжина церкви близько 12-14м, відповідно площа 60-70м².
10 листопада в Ралівці храмове свято церкви святої Параскеви П’ятниці. І сьогодні, коли церкву можна побачити лише на світлині, в Ралівці все одно на Службі Божій вона згадується.
Взагалі, говорячи про пам’ятки архітектури села, в основному зупиняємося на релігійних будівлях. У Ралівці, як і в навколишньому регіоні, чи не найважливіше місце в житті людини займає релігія. Релігія – основа соціальної поведінки місцевого населення. Саме релігія та давні звичаї задають тут свій особливий національний колорит, який втілюється в місцевому менталітеті, традиціях, забобонах, а також і в об’ємному будівництві та благоустрої.

### Церква "на Хатках"(?р. - 1945р.)
На лівому березі Дністра, за розкинутим ралівським хутором Хатки, ближче до залізниці була ще одна церква. Старожили розказують, що вона запалася під землю, а на її місці утворилося озеро. Ще казали, що на Великдень з цього озера було чути церковні дзвони. Назва церкви та роки спорудження невідомі. Фактом є те, що після Другої світової війни її вже не було, а от озеро збереглося.

### Церква Покрови Пресвятої Богородиці(14 жовтня 1946 р.)
Перед самою Другою світовою війною 1938 року в селі розпочалося будівництво мурованої церкви за проектом архітектора Івана Филевича зі Львова. Завершене будівництво вже у 1946 році. Це тринавова хрестокупольна одноверха церква Покрови Пресвятої Богородиці в дещо візантінізуючій архітектурі.
Пожертви на цю церкву робили неодноразово. У силу історичних обставин три рази було втрачено можливість побудувати довгоочікувану церкву. І ось у 1933 році, коли радлівську парафію очолив парох отець Юліан Пашкевич, діло зрушило з місця.
У 1944 році з наближенням фронту в незакінченій церкві було влаштовано госпіталь. Коли фронт просунувся на захід, селяни знову взялися до роботи, яка повільно просувалася вперед.
Історія ралівської церкви пов’язана ще з однією церквою. На найвищій горі Українській в лемківському селі Босько Сяноцького повіту (тепер Польща), стояла церква Народження Пресвятої Богородиці, посвячена в 1882 р. У 1945 році під час депортації українці забрали з собою з цієї церкви: іконостас, престол, царські і бокові ворота, церковні фігури, образи та хоругви; впакувавши їх в дерев’яні скрині, першим ешелоном відправили на Велику Батьківщину. На Самбірщині, бощани роз’їхалися по селах у пошуках церкви, яку можна було облаштувати їхнім церковним інвентарем. І ралівська громада погодилася на пропозицію бощан про облаштування церкви. За згодою Самбірського єпіскопату в церкві відбулися облаштування, правда трохи прийшлося звузити іконостас. Це послужило причиною поселення в Ралівці декілька лемківських сімей бощан.
14 жовтня 1946 року церкву було освячено.
Зараз церква діюча, із 1992 року богослужіння почергово проводять православна та греко-католицькі парафії.
Сільський діючий цвинтар розташовано зовсім недалеко від церкви. Там спочивають і давні власники села Баранські.  На цвинтарі ще стоїть стара дерев’яна дзвіниця, яку використовували, допоки не було побудовано нову біля церкви. На цвинтарі також стоїть мурована каплиця на місці, де колись стояла „Долішня” дерев’яна церква святої Параскеви П’ятниці.

### Храм Вознесіння Господнього(1999 р.)
Храм Вознесіння Господнього, знаходиться при дорозі, що прямує на Борислав. Цей храм православної парафії, він діючий і кожну неділю тут проводиться Служба Божа.

### Церква Преображення Господнього(19 серпня 2004 р.)
Церкву побудовано в Ралівці на Нафті. Вона відноситься до греко-католицької парафії села.  Недалеко від церкви відкрили новий сільський цвинтар.

### Каплиці
У селі споруджено дві каплиці.
У 1994-му році збудовано першу каплицю Святого Йосафата. Вона знаходиться на вул. І. Франка і відноситься до греко-католицької парафії.
Другу каплицю греко-католицької парафії святої Параскеви П’ятниці споруджено на старому сільському цвинтарі. Мурована каплиця побудована на місці, де колись стояла „Долішня” дерев’яна однойменна церква святої Параскеви П’ятниці.

### Костел Пресвятої Діви Марії Лурдської(початок 20 ст.)
Перші згадки про костел у Радловичах сягають 16 століття, де під час татарської навали ховалися мешканці. Був він у вигляді укріпленої фортеці.
Теперішній мурований костел Пресвятої Діви Марії Лурдської, збудований на початку 20 ст., як філіальний костел, теж заслуговує на звання пам’ятки архітектури. Він побудований на місці, де був старий. Костел побудував радлівський пан Баранський на власні кошти. Вся його родина (п’ять осіб) похована там, а сам він перед війною виїхав до Польщі, де і помер.
Після Другої світової війни і до кінця 1980-х років він стояв самотньою пусткою і занепадом. Під час війни знищено було дах та перекриття між підвалом та першим поверхом. Повстанці ОУН у свій час влаштували там таємний склад боєприпасів.
За радянської влади комуністи перетворили святиню на склад хімічних добрив. А наприкінці 1980-х років заплановано було висадити костел у повітря, та, на щастя, об’єднавшись, мешканці не дали владі зробити такого ганебного вчинку. У Ралівці на цей час залишилося лише 11 парафіян римо-католицького визнання.
У 1992 році в селі, завдяки організаторським здібностям Балдис Данути, Корибського Казимира, Масник Терези (з родини Славичів), та колишніх мешканців Радлович, які емігрували до Польщі, відремонтували костел, який став окрасою і одним із старіших пам’яток архітектури в Ралівці.
Навколо костелу розбито закритий вже старий цвинтар, на якому видніються давні надгробки парафіян костелу та мешканців села Ралівка.
Костел діючий, службу проводять ксьондзи з Самбора в неділю о 12:00 годині.

## Культура і спорт
У Ралівці діє будинок „Просвіти” (200 місць), у приміщені якого знаходиться бібліотека з фондом 1200 книг.
Культура ралівських мешканців зароджувалася з віків, з колиски. Так і тепер, вже в дитячому садочку, а потім в школі дітей виховують Українськими патріотами. Театральні вистави є родзинкою Ралівки.
Любов до театру спонукала до зародження народного аматорського драматичного колективу „Радо”. Колектив заснований 2011 року, художній керівник - Марія Грибанова. В репертуарі театру є такі спектаклі, як: Назар Стодоля (за п’єсою Тараса Шевченка), „Дівчина з легенди” (за віршованим романом Ліни Костенко „Маруся Чурай»), „Кирило Осьмак» (однойменна поема Дмитра Павличка), „Тарас” (однойменна поема-тетралогія Богдана Стельмаха), п’єса „За куском хліба” (автори місцеві: прозаїк Ярослав Яріш та поетеса Надія Домашин). Унікальністю даного театру є те, що сценарії пишуться місцевими письменниками, які і самі беруть участь у театральних постановках.
В селі існують сільський та шкільний стадіони. На шкільному подвір’ї встановлено спортивний майданчик. Також по різних кутках Ралівки споруджено дитячі майданчики.
2005 рік – це рік заснування ралівського футбольного клубу „Дністер”.

## Туризм
Ралівка завдяки своєму географічному положенню лежить на вигідному туристичному шляху. У Ралівці дослідники історії, кулінарні гурмани та прості туристи знайдуть собі зацікавлення у вигляді: „Руської путі”, українських та польських магнатів, храмів, генеалогічних досліджень, зеленого туризму та багато іншого. З Ралівки туристи можуть відвідати туристичний Самбір, Кульчиці, Дрогобич, єврейські захоронення в ралівському лісі та інші історичні місця в окрузі.
   Ралівка має також декілька закладів громадського харчування, де можна скуштувати місцеві страви. Ралівську кухню можна віднести до особливої бойківської кухні. Тільки тут найсмачніша бульба по-радлівськи, цю страву гріх не попробувати. Підбиваний борщ з пиріжками чи пирогом, пляцки терті, вареники з квашеної капусти, капуста з квасолею, голубці з бульби, шинки, ковбаси, паштети, рисова чи макаронна запіканки (десерт), а солодкі різноманітні пляцки піднесуть витонченого гурмана до небес.

## Освіта
Про розвиток освіти на Самбірщині в часи Давньоруської держави до нас не дійшло практично ніяких відомостей. Очевидно, що вона розвивалась так само, як і по всій території Київської Русі, а згодом – Галицько-Волинського князівства.
Як стверджують історики, здавна на Україні існувало домашнє (сімейне, батьківське) навчання та виховання дітей: їм передавалися трудовий досвід та життєва мудрість, вони оволодівали знаннями, спираючись на багатовіковий досвід поколінь. Ця стихійна сімейна освіта сприяла виникненню шкіл.
Із впровадженням християнства на Русі при церквах та монастирях для заможних дітей відкривали школи, учителями в яких були священники та дяки. Головна мета школи була навчити писати і читати, за підручники правили богослужебні книги, переважно Псалтирі. Після освітньої реформи школою в селах почав керувати дяк.
У 1349 році польський король Казимир завойовує Галичину, і з цього часу починається багатовікове гноблення українців. Всі зусилля влади вкладаються у заборону української мови, культури, віри. Але, не дивлячись на це, українське шкільництво продовжувало розвиватися. У ті часи, як українські, так і польські школи функціонували при церквах, костелах, монастирях під керівництвом дяків чи монахів.
У 15-16 ст. викладали: читання, письмо, арифметику, церковний спів та службу, релігійні обряди, початки латині, граматики, логіки, природничих наук. У четвер після обіду занять не було, бо в Самборі в ці дні відбувались ярмарки.
Наскільки парафіяльна школа в Самборі користувалась повагою, настільки такі школи в самбірському повіті, переважно по селах, знаходились у великому занедбанні і занепаді. Адже школа на селі існувала лише для того, щоб служити потребам костелу чи церкви, готувати хлопців до служби Літургії та хорового співу. Керівником сільської школи був дяк, тобто до певного ступеня залежна особа, яка трактувала навчання, як другорядний предмет, віддаючи перевагу виконанню костельних або церковних обов`язків. На цих посадах ніколи не було людей з вищою освітою. Матеріальне забезпечення таких вчителів було жалюгідним. Тому вони мусили поповнювати свій бюджет з різноманітних нечистих джерел, продаючи безвартісні ліки, амулети, „листи з неба", написані золотим письмом святими, тощо. Така особа не могла здійснити позитивний вплив на учнів, а шкільна наука занепадала. Тому заможні особи по селах утримували для власних дітей приватних вчителів.
У 1772 році Самбірщина, як і вся Східна Галичина, потрапила під владу Австро-Угорщини. Вона відразу ж приступила до реформування шкільництва по всій Галичині, в тому числі і в Самборі, вважаючи школи чудовим осередком германізації краю. Згідно з державним законом про школу (1776 рік) всі вони ділилися на три групи: одна шестикласна нормальна школа у кожному краї, у кожному циркулярному місті (яким був і Самбір) - чотирикласна головна, а в менших містечках і більших селах - трикласні, тривіальні школи. По менших селах були парафіяльні школи, де викладав дяк. Всі школи, крім парафіяльних, були німецькими.
За Австрії навчання проводилось латинською та німецькою мовами. Та в 1862 році гімназисти-українці висунули вимогу запровадити у народних школах та гімназії викладання української мови. Спочатку вони добились вивчення мови факультативно, а згодом як обов`язковий предмет.
Першими народними школами на Самбірщині були так звані дяківки - парафіяльні школи. Вони створювались по селах на кошти самих селян на їх прохання. Селяни оплачували вчителя, хату, де вчилися діти, опалення та технічні послуги у цих школах. Учнів навчали слов`янської азбуки, підручниками були "Часослов", "Псалтир" або "Апостол". Вчили дітей, крім читання, також писати і рахувати. Крім цього намагалися виховувати учнів у християнському дусі, в чеснотах, у вірності до свого монарха та покірності своїм панам.
Слід сказати, що не дивлячись на реформи, стан освіти в сільській місцевості залишався катастрофічним, особливо у віддалених районах. Майже не було вчительських кадрів з вищою освітою. Дуже часто в сільських школах викладали випускники гімназій або гімназисти, які не довчилися до кінця через нестачу коштів. Населення переважно було неграмотним. У 1868 році у Львові створено Шкільну Крайову Раду, яка складалася з поляків. Вони так повели справу, що замість німецької, мовою викладання в гімназіях стала польська, а українська, як предмет, залишилась лише в деяких середніх школах. Після розпаду Австро-Угорщини влада знову опиняється в руках поляків. Збільшилась кількість навчальних закладів. Але всі вони були польськими. Українських було дуже мало, та й ті закривали. Так у 1939 році у Самбірському повіті залишилось 5 українських однокласних шкіл, а всі інші 100 шкіл стали польськими. Вчителі-українці не мали права викладати в навчальних закладах.
У ті часи дуже багато для українського шкільництва зробило товариство "Рідна школа", яке було засноване в 1881 році у Львові. Самбірську філію цього товариства відкрили у 1897 році. Головним завданням "Рідної школи" було здобуття українцями українських шкіл та оборона цих закладів і їхніх вчителів від утисків польської влади. Товариству вдалося заснувати такі школи, а також створити фонд допомоги вчителям, видавати підручники, журнал "Учитель" для вчителів та "Дзвіночок" для дітей.
У 1910 році в тодішніх Радловичах реорганізовано так звану „Народну школу”, де освіту здобували бідні мешканці. Встановлено міцний зв’язок з читальнею „Просвіти” Галицького намісництва у місті Львові. У довоєнні роки з 1916 по 1939-й припадає найбільший розквіт „Народної школи”, про що свідчать документи, які знаходяться в Державному історичному архіві України у місті Львові.
Так у 1930 році в Радловичах на кошти громади була побудована чотирьохкласна школа, яка діяла до 1945 року. Список громадян, на кошти яких зведено школу, міститься у капсулі, замурованій у правому боці фундаменту старої школи. З початком німецької окупації, під час Другої світової війни, навчання в Радловичах проводила німецька вчителька на прізвище Ленард. За радянських часів навчалися в майбутньому будинку побуту.
З приходом радянської влади в освітній системі сталися великі зміни. Ліквідовано неписьменність усього населення міста та району, реалізовано виконання Закону спочатку про обов`язкову неповну середню, а пізніше і повну середню освіту молоді, а через вечірні школи дорослим була надана реальна можливість здобувати середню освіту. Більшість шкіл Самбірщини стали україномовними, польські залишились лише по окремих селах. Школи стали початковими, неповно середніми та середніми. Все це вимагало великої кількості вчителів, а тому всі безробітні освітяни-українці отримали роботу. У 1939-40 навчальному році в районі було 39 шкіл. У 1940-41 навчальному році їх вже стало 42 (21 початкова і 21 семирічна). У них навчалося 3740 учнів і викладало 158 учителів.
У 1945 році чотирьохкласна ралівська школа була реорганізована в семирічну. Учні 1-4 класів навчалися у приміщенні колишньої чотирьохкласної школи, 5-7 класів у трьох приміщеннях, будівлі розташованої біля клубу.
У 1960 році семирічну освіту в Ралівці реорганізовують у восьмирічну. З 1965 року навчання учнів 5-8 класів проходило в двох корпусах: сьогоднішній будинок сільської ради та приміщення автокласу сучасної школи. Приміщення теперішнього автокласу збудоване у 1964 році як житловий будинок. На цьому місці в давні часи стояла „Горішня” церква. Сотні вчителів здобули вищу педагогічну освіту, навчання стало безплатним і обов`язковим для всіх дітей. У 70-80-ті роки вже вимагали і від усіх вчителів 1-4 класів обов`язково здобути вищу освіту.
1 вересня 1977 року восьмирічну школу було реорганізовано у середню загальноосвітню школу. З цього часу вже в новозбудованій школі розпочалося навчання учнів. Зараз це Ралівська середня школа І-ІІІ ступенів імені Івана Франка. На території школи встановлено пам’ятник І.Франку.

## Зв'язок і торгівля
Ще з часів середньовіччя до нас доходять легенди, що з Радлович до Самбора тагнеться декілька підземних тунелів, які проходять під річкою Дністер. Друга згадка про тунелі з’являється, коли мова заходить про маєток пана Баранського. Легенда говорить, що тунель від його маєтку був такий великий, що в ньому могла проїхати карета. Тунелі простягалися під Дністром аж до міста Перемишля.
Щодо торгівлі, то ралівчани знали, у четвер, то базарний день. В четвер, вони збирали свій крам і вирушали до Самбора, де з самого ранку розпочиналася велика торговиця. На базар з’їжджалося багато купців з сусідніх міст та сіл. Тут не тільки торгували, а й обмінювалися новинами. Також ралівські мешканці брали участь у  сільськогосподарських виставках в Самборі, де презентували свою худобу: корів, племінних биків тощо. В одній такій виставці, що відбулася у Перемишлі, радлівчанин Загвойський Миколай, зайняв призове місце за виведення породистих племінних биків.
На 2017 рік в Ралівці є більше десятка продуктово-промислових магазинів, що дозволяє мешканцям не їхати в райцентр за товаром. Але Самбір і далі залишається основним містом, де селяни можуть продати свою продукцію та отримати місце праці.

## Відомі особистості
В поселенні народився:
- Деркач Ігор Андрійович (* 1994) — український воїн, учасники російсько-української війни.